# Les Salles-du-Gardon
Les Salles-du-Gardon là một xã trong vùng Occitanie. Xã Les Salles-du-Gardon nằm ở khu vực có độ cao trung bình 300 mét trên mực nước biển.